# Шейтін
Шейтін (рум. Șeitin) — комуна у повіті Арад в Румунії. До складу комуни входить єдине село Шейтін.
Комуна розташована на відстані 451 км на північний захід від Бухареста, 37 км на захід від Арада, 49 км на північний захід від Тімішоари.

## Населення
За даними перепису населення 2002 року у комуні проживали 2996 осіб.
Національний склад населення комуни:
| Національність | Кількість осіб | Відсоток |
| -------------- | -------------- | -------- |
| румуни         | 2807           | 93,7%    |
| цигани         | 117            | 3,9%     |
| угорці         | 28             | 0,9%     |
| словаки        | 20             | 0,7%     |
| українці       | 16             | 0,5%     |
| німці          | 4              | 0,1%     |
| серби          | 3              | 0,1%     |
| італійці       | 1              | < 0,1%   |

Рідною мовою назвали:
| Мова       | Кількість осіб | Відсоток |
| ---------- | -------------- | -------- |
| румунська  | 2947           | 98,4%    |
| угорська   | 18             | 0,6%     |
| словацька  | 11             | 0,4%     |
| українська | 9              | 0,3%     |
| німецька   | 4              | 0,1%     |
| сербська   | 3              | 0,1%     |
| циганська  | 2              | 0,1%     |
| чеська     | 1              | < 0,1%   |
| італійська | 1              | < 0,1%   |

Склад населення комуни за віросповіданням:
| Релігія                                       | Кількість осіб | Відсоток |
| --------------------------------------------- | -------------- | -------- |
| православні                                   | 2471           | 82,5%    |
| п'ятдесятники                                 | 281            | 9,4%     |
| греко-католики                                | 167            | 5,6%     |
| римо-католики                                 | 34             | 1,1%     |
| баптисти                                      | 15             | 0,5%     |
| реформати                                     | 9              | 0,3%     |
| лютерани (Синодально-пресвітеріанська церква) | 7              | 0,2%     |
| адвентисти                                    | 6              | 0,2%     |
| не релігійні                                  | 4              | 0,1%     |
| лютерани                                      | 1              | < 0,1%   |
| лютерани (Аугсбурзького сповідання)           | 1              | < 0,1%   |

## Зовнішні посилання
- Дані про комуну Шейтін на сайті Ghidul Primăriilor [Архівовано 17 січня 2013 у Wayback Machine.]